# Mucuna oligoplax
Mucuna oligoplax là một loài thực vật có hoa trong họ Đậu. Loài này được Wilmot-Dear miêu tả khoa học đầu tiên.